# Edoardo Ferrario
Edoardo Ferrario (Roma, 11 maggio 1987) è un comico e imitatore italiano.

## Biografia
Fratello maggiore del rapper romano Mostro, ha frequentato il liceo Mamiani e si è laureato in Giurisprudenza presso l'Università degli Studi Roma Tre con una tesi in diritto penale con relatore Mauro Catenacci, suo ospite diversi anni dopo nella seconda edizione dello show Prova prova sa sa. Nel 2012 Sabina Guzzanti lo chiama a far parte del cast fisso e come collaboratore ai testi di Un due tre stella su LA7. L’anno successivo interpreta per la prima volta il personaggio di Filippo "Pips" De Angelis ne La prova dell'otto di Caterina Guzzanti su MTV. Nel 2013 porta in scena Temi caldi, il suo primo spettacolo di stand up comedy. Nel 2014 è ideatore, autore e interprete di Esami - La serie, che totalizza milioni di visualizzazioni su YouTube e viene premiata come miglior webserie italiana al Taormina Film Fest e al Roma Web Fest. Nel 2015 lavora con Serena Dandini nel programma Staiserena su Rai Radio 2 e riceve il premio Satira Politica a Forte dei Marmi.
Nel 2016 scrive, dirige ed interpreta la web serie Post-Esami, sempre su YouTube, che segue le vicende dei protagonisti della prima stagione, e prosegue il suo lavoro a Rai Radio 2 nella conduzione del programma I sociopatici con Andrea Delogu e Francesco Taddeucci. Da marzo del 2016 fa parte del cast di Quelli che il calcio su Rai 2 e si esibisce nel suo nuovo spettacolo di stand up comedy Edoardo Ferrario Show.
Nel 2019 è il primo stand up comedian italiano ad avere un Comedy Special su Netflix con il suo spettacolo Temi caldi registrato dal vivo al Santeria Social Club di Milano e prodotto da Dazzle in collaborazione con Aguilar. Dal giugno 2020 è online su RaiPlay il suo nuovo special di stand up comedy Diamoci un tono. Inoltre esce per Mondadori il suo primo libro Siete persone cattive - Storie comiche di mostri italiani. Sempre per RaiPlay, a partire dal settembre 2020 realizza in esclusiva Paese reale, un programma con puntate a cadenza settimanale. Dal dicembre 2020 fino a maggio 2023 insieme al collega comico Luca Ravenna, ha condotto il podcast settimanale Cachemire - Un podcast morbidissimo.
Dal 2023 è nel cast fisso di GialappaShow, dove interpreta il guru dell'economia Maicol Pirozzi.
Nel 2024 è in tour in Italia, con tappe anche a Londra, Bruxelles, Amsterdam e Parigi, con lo spettacolo Performante.

## Spettacoli comici
- Edoardo Ferrario: temi caldi (2019)
- Edoardo Ferrario World Tour (2019)
- Diamoci un tono (2020)
- Cachemire Summer Tour (2021)
- Il dittatore sanitario (2022)
- Nei paesi civili european Tour (2023)
- Performante (2024-2025)

## Filmografia

### Televisione
- Sono Lillo – serie TV (2023)
- No Activity - Niente da segnalare – miniserie TV, 2 episodi (2024)
- Hanno ucciso l'Uomo Ragno - La leggendaria storia degli 883 – serie TV (2024)
- Sconfort Zone – serie TV (2025)

## Programmi TV
- Un due tre stella! (LA7, 2012)
- La prova dell'otto (MTV, 2013)
- NeriPoppins (Rai 3, 2013)
- Aggratis! (Rai 2, 2013)
- Stand up Comedy (Comedy Central, 2015-2017)
- CCN - Comedy Central News (Comedy Central, dal 2015)
- Quelli che il calcio (Rai 2, 2016-2019)
- Be Happy (Rai 3, 2018)
- Il posto giusto (Rai 3, 2019)
- Stati Generali (Rai 3, 2019)
- Concerto del Primo Maggio - #1M2020 (Rai 3, 2020)
- Paese reale (Rai 4, 2020)
- Prova prova sa sa (Prime Video, 2022-2023) – concorrente
- GialappaShow (Tv8 e Sky Uno, dal 2023)
- LOL - Chi ride è fuori (Prime Video, 2024) – concorrente
- Broncio (Rai Radio 2, 2024)
- In&Out - Niente di serio (TV8, 2025)

## Web
- Esami - La serie (YouTube, 2014)
- Post-Esami (YouTube, 2016)
- Data Comedy Show (RaiPlay, 2018)
- Temi caldi (Netflix, 2019)
- Tutti a casa, resident nel programma di Francesco Lancia e Francesco De Carlo (YouTube, Facebook Watch e Twitch, 2020)
- Diamoci un tono (RaiPlay, 2020)
- Paese reale (RaiPlay, 2020)
- Biagio - Una storia vera (Amazon Prime Video, 2020)
- Batman - Un'autopsia (Spotify, 2022)
- Cachemire - Un podcast morbidissimo (insieme a Luca Ravenna) (YouTube, 2020-2023)

## Radio
- The Blogger (Radio Si Serva Signora, 2015)
- Staiserena (Rai Radio 2, 2015)
- I sociopatici (Rai Radio 2, 2016)
- Black Out (Rai Radio 2, dal 2017)
- Broncio (Rai Radio 2, 2024)

## Libri
- A.A.V.V., Stand-up Comedy. La prima antologia italiana, Einaudi, 2019, ISBN 978-88-0624-093-6.
- Siete persone cattive - Storie comiche di mostri italiani, Mondadori, 2020, ISBN 978-88-0472-852-8.

## Doppiaggio
- Mr. Snake in Troppo cattivi (The Bad Boys), regia di Pierre Perifel (2022)
- Butt-head in Beavis & Butt-Head alla conquista dell'universo (Beavis and Butt-Head Do the Universe), regia di John Rice e Albert Calleros (2022)
- Leonardo Da Vinci ne Il Baracchino – serie TV (2025)

## Premi
- Taormina Film Fest 2014: miglior webserie italiana per Esami - La serie
- Roma Web Fest 2014: miglior webserie italiana per Esami - La serie
- Premio Satira Politica della TV - 43ª Edizione del Premio Satira Politica Forte dei Marmi, 2015